# Giorgos Katidis
Giorgios Katidis (en griego, Γιώργος Κατίδης Giórgios Katídis; Salónica, Grecia, 12 de febrero de 1993) es un futbolista griego que juega como mediocampista ofensivo, y que actualmente se encuentra sin equipo.
Es mayormente conocido por la controvertida polémica que generó al realizar un saludo nazi después de anotar el gol de la victoria en un partido de la Superliga griega de 2013, lo que llevó a su suspensión permanente de todos los niveles de la selección griega, y su suspensión de AEK Atenas durante el resto de la temporada de 2013.

## Trayectoria

### Aris Salónica
Katidis ascendió en las categorías inferiores de Aris Salónica y logró debutar con el equipo a los dieciséis años.

### AEK Atenas
El 27 de agosto de 2012, Katidis firmó un contrato de cuatro años con AEK Atenas que lo mantendría en el club hasta 2016. AEK Atenas y su antiguo club, Aris Salónica, acordaron una tarifa de transferencia de 100 000 euros.

#### Polémica
Katidis generó una polémica internacional el 16 de marzo de 2013, cuando hizo un saludo nazi tras marcar el gol de la victoria contra PAE Veria. Su acción provocó la condena de políticos, aficionados y medios de comunicación. Posteriormente Katidis dijo al público que desconocía las connotaciones del gesto, afirmando que solo quería dedicar el gol a un compañero de la grada. El director técnico del club ateniense, Ewald Lienen, afirmó que Katidis «no tiene ni idea de política».
Sin embargo, como resultado del saludo de Katidis, la Federación Helénica de Fútbol votó por unanimidad para suspenderlo de por vida de todas las categorías de la selección griega y fue multado con 50 000 euros. Además, AEK Atenas lo suspendería por el resto de la temporada.

### Novara Calcio
Novara Calcio de la Serie B italiana fichó a Katidis. El propietario de Novara, Massimo De Salvo, declaró que «no tenemos la intención de restar importancia a su gesto», y agregó que «fue una falta de respeto hacia los millones de personas que sufrieron y pagaron con sus vidas por aquellos que creían en falsos ideales y mitos». De Salvo también dijo que el remordimiento de Katidis fue un factor clave para iniciar las negociaciones con el joven de veinte años: «Queremos darle otra oportunidad, porque creemos que cometer un error así es grave, pero reconocerlo vale la pena».
Los medios de comunicación italianos han apodado a Katidis como «el Di Canio griego», en referencia al exdelantero de la S. S. Lazio Paolo Di Canio, que causó polémica al realizar un saludo nazi mientras celebraba un gol. Finalmente Katidis firmó un contrato de un año, más otro, con el club. El 31 de julio de 2014, Novara anunció el fin de la cooperación con el jugador.

### PAE Veria
Después de estar un año fuera de Grecia, Katidis regresó a su país de origen firmando un contrato de dos años con PAE Veria. Giorgos hizo su debut oficial el 20 de septiembre de 2014 en una derrota de visita ante Olympiacos en El Pireo. Hizo su segunda aparición contra AE Ermionida en la Copa de Grecia. Hizo su tercera aparición como suplente al sustituir a Sotiris Balafas ante PAS Giannina. El 26 de enero de 2015, Katidis fue despedido por el club porque no impresionó con sus actuaciones.

### Levadiakos F. C.
El 29 de enero de 2015, Katidis firmó un contrato de dos años y medio con Levadiakos F. C. de la Superliga griega. Hizo su última aparición con el club en una derrota fuera de casa por 1 a 0 contra PAOK Salónica.

### Panegialios F. C.
El 10 de enero de 2016, Katidis firmó un contrato de un año con Panegialios F. C. de la segunda división griega, actualmente la desaparecida tercera división.

### FF Jaro
El 30 de enero de 2017, Katidis firmó un contrato de temporada con el club finlandés FF Jaro Pietarsaari. El 4 de febrero de 2017, en su primer partido con el club, Katidis participó en los goles de FF Jaro al dar dos asistencias en la victoria por 2 a 1 en la Copa de Suecia contra Seinäjoen Jalkapallokerho. El 4 de marzo de 2017, marcó un doblete en la victoria en casa por 6 a 1 contra el F. C. Jazz en la Copa de Suecia. El 6 de mayo de 2017, debutó en la segunda división finlandesa con el club anotando en la victoria a domicilio por 2 a 0 contra Ekenäs IF.

### FK Olympia Praha
El 7 de agosto de 2017, Katidis dejó FF Jaro y firmó un contrato de dos años con FK Olympia Praha de la primera división checa. El 12 de agosto de 2017, debutó con el club en un empate a dos en casa contra FK Viktoria Žižkov. El 27 de agosto marcó el único gol en la victoria a domicilio por 1 a 0 contra Vlašim.

### FK Příbram
El 11 de julio de 2018, Katidis firmó un contrato de dos años con FK Příbram de la primera división checa.

### Irodotos F. C.
El 18 de septiembre de 2021, Katidis regresó al fútbol profesional después de casi tres años, fichando por el club griego Irodotos F. C. de la Segunda Superliga griega.